# Stumblin’ In
Stumblin’ In (englisch für „hineinstolpern“) ist ein Lied der US-amerikanischen Sängerin Suzi Quatro aus dem Jahr 1978, in Zusammenarbeit mit dem britischen Sänger Chris Norman. Bekanntheit erlangte das Lied auch als Remix des australischen DJs Cyril im Jahr 2023. Im deutschsprachigen Raum ist die Komposition auch unter der mehrfach eingesungenen Adaption Schau mal herein bekannt, die 2025 als gemeinsame Single von Helene Fischer und Florian Silbereisen zum Charthit avancierte.

## Entstehung und Veröffentlichung
Geschrieben wurde das Lied vom australisch-britischen Autorenduo Mike Chapman und Nicky Chinn. Ersterer zeichnete zudem auch für die Produktion verantwortlich. Beide schrieben und produzierten bereits zuvor Lieder für Quatro und Normans Bandbeteiligung Smokie.
Die Zusammenarbeit zwischen Norman und Quatro entstand im Jahr 1978 auf einer Party in Düsseldorf, auf der sie im Duett sangen, woraufhin beide auf Anregung von Chapman das gemeinsame Duett Stumblin’ In aufnahmen.
Die Erstveröffentlichung von Stumblin’ In erfolgte als Single am 3. November 1978 bei RAK Records. Diese erschien als 7″-Single mit der B-Seite A Stranger with You (Katalognummer: RAK 285), die ebenfalls im Duett der beiden Interpreten gesungen wird. Im Folgejahr wurde die B-Seite in Nordamerika unter der Titelbezeichnung A Stranger to Paradise publiziert (Katalognummer: RSO RS 917). In den Vereinigten Staaten erschien Stumblin’ In im Jahr 1979 zudem auch mit der von Quatro gesungenen B-Seite If You Can’t Give Me Love (Katalognummer: RSO RS 8025). Ursprünglich als eigenständige Single veröffentlicht, wurde das Lied später Quatros sechstem Studioalbum If You Knew Suzi… hinzugefügt. Norman nahm das Lied im Laufe der Jahre mit weiteren Duettpartnerinnen auf, darunter mit der russischen Sängerin Natascha Koroljowa im Jahr 1997 oder auch mit der deutsch-niederländischen Sängerin C. C. Catch im Jahr 2004.

## Kommerzieller Erfolg

### Chartplatzierungen
| ChartsChartplatzierungen       | Höchstplatzierung | Wochen/ Monate |
| ------------------------------ | ----------------- | -------------- |
| Deutschland (GfK)              | 2 (20 Wo.)        | 20 Wo.         |
| Österreich (Ö3)                | 6 (4 Mt.)         | 4 Mt.          |
| Schweiz (IFPI)                 | 7 (10 Wo.)        | 10 Wo.         |
| Vereinigte Staaten (Billboard) | 4 (22 Wo.)        | 22 Wo.         |
| Vereinigtes Königreich (OCC)   | 41 (8 Wo.)        | 8 Wo.          |

| ChartsJahrescharts (1979)      | Platzierung |
| ------------------------------ | ----------- |
| Deutschland (GfK)              | 26          |
| Vereinigte Staaten (Billboard) | 23          |

### Auszeichnungen für Musikverkäufe
| Land/Region               | Auszeichnungen für Musikverkäufe (Land/Region, Auszeichnung, Verkäufe) | Verkäufe  |
| ------------------------- | ---------------------------------------------------------------------- | --------- |
| Deutschland (BVMI)        | Gold                                                                   | 250.000   |
| Neuseeland (RMNZ)         | 2× Platin                                                              | 60.000    |
| Vereinigte Staaten (RIAA) | Gold                                                                   | 1.000.000 |
| Insgesamt                 | 2× Gold · 2× Platin ·                                                  | 1.310.000 |

## Coverversionen

### Cyril

#### Entstehung und Veröffentlichung
Im Jahr 2023 veröffentlichte der australische DJ Cyril einen Remix zu Stumblin’ In, der zum weltweiten Top-10-Hit avancierte. Dieser wurde in seinem musikalischen Aufbau nicht abgeändert, sodass weiterhin Chapman und Chinn die alleinigen Urheber sind. Für die Produktion zeichnete Cyril selbst verantwortlich. Die Erstveröffentlichung erfolgte als Single am 10. November 2023 bei Spinnin’ Records. Diese erschien als digitaler Einzeltrack zum Download und Streaming (Katalognummer: 505419791043).

#### Chartplatzierungen
| ChartsChartplatzierungen     | Höchstplatzierung | Wochen |
| ---------------------------- | ----------------- | ------ |
| Australien (ARIA)            | 15 (30 Wo.)       | 30     |
| Deutschland (GfK)            | 2 (… Wo.)         | …      |
| Österreich (Ö3)              | 2 (46 Wo.)        | 46     |
| Schweiz (IFPI)               | 7 (65 Wo.)        | 65     |
| Vereinigtes Königreich (OCC) | 68 (12 Wo.)       | 12     |

| ChartsJahrescharts (2024) | Platzierung |
| ------------------------- | ----------- |
| Australien (ARIA)         | 29          |
| Deutschland (GfK)         | 4           |
| Österreich (Ö3)           | 3           |
| Schweiz (IFPI)            | 8           |

#### Auszeichnungen für Musikverkäufe
| Land/Region                  | Auszeichnungen für Musikverkäufe (Land/Region, Auszeichnung, Verkäufe) | Verkäufe  |
| ---------------------------- | ---------------------------------------------------------------------- | --------- |
| Australien (ARIA)            | 4× Platin                                                              | 280.000   |
| Belgien (BRMA)               | 2× Platin                                                              | 80.000    |
| Dänemark (IFPI)              | Gold                                                                   | 45.000    |
| Deutschland (BVMI)           | Platin                                                                 | 600.000   |
| Frankreich (SNEP)            | Diamant                                                                | 333.333   |
| Italien (FIMI)               | Gold                                                                   | 50.000    |
| Kanada (MC)                  | Platin                                                                 | 80.000    |
| Neuseeland (RMNZ)            | 2× Platin                                                              | 60.000    |
| Österreich (IFPI)            | 2× Platin                                                              | 60.000    |
| Polen (ZPAV)                 | Diamant                                                                | 250.000   |
| Portugal (AFP)               | Platin                                                                 | 10.000    |
| Schweiz (IFPI)               | 2× Platin                                                              | 60.000    |
| Spanien (Promusicae)         | Platin                                                                 | 60.000    |
| Vereinigtes Königreich (BPI) | Silber                                                                 | 200.000   |
| Insgesamt                    | 1× Silber · 2× Gold · 16× Platin · 2× Diamant ·                        | 2.168.333 |

### Helene Fischer & Florian Silbereisen

#### Entstehung und Veröffentlichung
Im Jahr 2024 nahmen die deutsche Schlagersängerin Helene Fischer und der deutsche Fernsehmoderator und Schlagersänger Florian Silbereisen eine Coverversion der deutschsprachigen Adaption zu Stumblin’ In auf. Diese trägt den Titel Schau mal herein und wurde im Jahr 1979 von Peter Orloff verfasst sowie von Bernd Clüver und Marion Maerz im Duett erstinterpretiert. Im Laufe der Jahre entstanden dutzende Coverversionen hierzu, allerdings ohne nennenswerte kommerzielle Erfolge. Am 25. Dezember 2024 traten Fischer und Silbereisen mit ihrer Interpretation zunächst in der Helene Fischer Show auf. Wenige Tage später wurde diese Interpretation als Single veröffentlicht. Diese erschien am 30. Dezember 2024 als digitaler Einzeltrack zum Download und Streaming durch Universal Music.

#### Chartplatzierungen
Die Single stieg am 14. Februar 2025 auf Rang 43 in die deutschen Singlecharts ein und erreichte seine beste Platzierung in der Folgewoche mit Rang 20. Für Fischer avancierte Schau mal herein zum 22. Charthit sowie zum ersten Neueinstieg seit fast dreieinhalb Jahren. Der letzte Einstieg gelang ihr mit Null auf 100 im Oktober 2021. Silbereisen erreichte hiermit nach Sie sagte doch sie liebt mich (Oktober 2018) zum zweiten Mal die deutschen Singlecharts als Solokünstler. Für Orloff wurde dies zum 34. Charthit in seiner Funktion als Autor in Deutschland. Es platzierte sich erstmals seit über 32 Jahren wieder ein von ihm geschriebener Titel in den Charts, letztmals gelang dies durch Andy Borgs Interpretation von Ich sag’ es mit Musik im September 1991. Darüber hinaus erreichte das Lied am 21. Februar 2025 die Chartspitze der deutschen Konservativ Pop Airplaycharts sowie in der gleichen Chartwoche Rang sechs der deutschsprachigen Singlecharts und Rang 78 der Airplaycharts.
In Österreich stieg das Lied am 18. Februar 2025 auf Rang 46 ein und erreichte seine beste Platzierung ebenfalls eine Woche später mit Rang 25. Hier wurde es zum 13. Charthit für Fischer sowie den ersten von Silbereisen. Orloff erreichte in seiner Autorentätigkeit mit Schau mal herein zum sechsten Mal die Singlecharts in Österreich, erstmals wieder seit fast genau 50 Jahren. Zuletzt platzierte sich seine Autorenschaft zu Bevor du einschläfst… (Tausend kleine Sterne), in der Interpretation Bernd Clüvers, im Januar 1975 in den Charts.
| ChartsChartplatzierungen | Höchstplatzierung | Wochen |
| ------------------------ | ----------------- | ------ |
| Deutschland (GfK)        | 20 (11 Wo.)       | 11     |
| Österreich (Ö3)          | 25 (9 Wo.)        | 9      |

### Weitere Coverversionen
| Deutschsprachige Versionen (Schau mal herein) - Bernd Clüver & Marion Maerz (1979) - Nina & Mike (1980) - Bernhard Brink & Ireen Sheer (2002) - Mickie Krause & Antonia aus Tirol (2012) Englischsprachige Versionen - Bernie Paul & Bo Andersen (1989) - Nianell & Dozi (2009) | Weitere fremdsprachige Versionen - estnisch: - Nii Petlik On Õnn – Erich Krieger - Petlik õnn – Üllar Jörberg - finnisch: Kompastuttiin – Matti Esko & Tuula Etola - französisch: Et je suis à toi – Al Bano & Romina Power (1979) - litauisch: Tu atejei i mano pasauli – Kristina Kazlauskaite & Vidmantas Urbonas - niederländisch: - Van bij het begin – Mama’s Jasje und Claudia Caluwé (2007) - Sterker dan ooit – Saskia & Serge (1998) - russisch: Davay nalivay – Unesennye vetrom - ungarisch: A szerelem él – Korda György & Mónika Csuka |